# Lucas Orbán
Pour les articles homonymes, voir Orban.
Lucas Alfonso Orbán, né le 3 février 1989 à Buenos Aires, était un footballeur international argentin qui évolue au poste de défenseur.

## Biographie
Lucas Orbán commence sa carrière professionnelle au Club Atlético River Plate. Il rejoint en 2011 le Club Atlético Tigre. Avec le CA Tigre il atteint la Copa Sudamericana en 2012.
Lors de l'été 2013, il rejoint l'Europe et le championnat français en étant transféré aux Girondins de Bordeaux. L'indemnité de transfert s'élève à 3,5 millions d'euros.
L'année suivante, il rejoint le club espagnol de Valence pour cinq ans avec un transfert estimé à 2 millions d'euros.

## Palmarès
Tigre
- Copa Sudamericana :
  - Finaliste : 2012.